# Municipio de Strömsund
Strömsund (en sueco: Strömsunds kommun) es un municipio de la provincia de Jämtland, Suecia, en las provincias históricas de Jämtland y Ångermanland. Su sede se encuentra en la localidad de Strömsund. El municipio se formó en 1974 a través de la fusión de los antiguos municipios rurales de Fjällsjö, Frostviken, Hammerdal y Ström.

## Geografía
Con una superficie de aproximadamente 12,000 km², es el sexto municipio más grande de Suecia y uno de los menos poblados. La ciudad de Strömsund tiene una población de aproximadamente 3500 habitantes y se encuentra a orillas del sistema Ströms Vattudal, en los tramos superiores del río Fax. La parte noroeste del municipio se encuentra en los Alpes escandinavos, mientras que la parte sureste se encuentra en el antepaís, que se caracteriza por numerosos lagos y es utilizado para la agricultura.

## Economía
La industria forestal ha sido tradicionalmente una industria importante, pero hoy el turismo también tiene una parte importante en la economía del municipio. Al igual que el resto de Jämtland, la naturaleza es lo que atrae a los visitantes, con su mezcla de bosques, montañas, lagos y ríos. Los dos lugares más visitados son Hembygdsgården en Strömsund y Hällingsåfallet. Otro sitio popular es la cueva de Korallgrottan.

## Localidades
Hay siete áreas urbanas (tätort) en el municipio:
| # | Tätort    | Población |
| - | --------- | --------- |
| 1 | Strömsund | 3707      |
| 2 | Hammerdal | 1101      |
| 3 | Hoting    | 632       |
| 4 | Backe     | 543       |
| 5 | Rossön    | 337       |
| 6 | Gäddede   | 320       |
| 7 | Näsviken  | 214       |

## Demografía

### Desarrollo poblacional
| Gráfica de evolución demográfica de Strömsund entre 1850 y 2015 |
|                                                                 |
| Fuente: SCB                                                     |